# 강화 위씨
강화 위씨(江華韋氏)는 인천광역시 강화군을 본관으로 하는 한국의 성씨이다.
시조 위수여(葦壽餘)는 960년(고려 광종 11년) 중원에서 고려에 와서 사선관이 되었고 고려 목종 때에는 문하시랑평장사, 1011년(현종 2년)에는 궤장을 하사 받았다. 1012년(고려 현종 3년)에 강화현 개국백에 봉해지고 강화를 식읍으로 하사 받았으며 사후 내사령에 추증되었다.

## 기원
위씨(韋氏)는 중국(中國) 경조(京兆)에서 나온 성씨(姓氏)로서 팽조(彭祖)의 손자가 위(韋)땅에 봉해져서 후손들이 고을 이름을 성(姓)으로 삼은 것에서 시작하였다고 한다.

## 시조
강화 위씨(江華 韋氏)의 시조 위수여(葦壽餘, ~ 1012년)는 960년(고려 광종 11년) 중원(中原)에서 고려로 동래하여 사선관(司膳官)이 되었고, 고려 목종(穆宗) 때 문하시랑평장사(門下侍郞平章事)에 이르렀다. 현종(顯宗) 초에는 치사(致仕)를 상소했으나 허락(許諾)되지 않고 1011년(현종 2년) 궤장(几杖)을 하사(下賜) 받았다. 1012년(고려 현종 3년) 문하시중(門下侍中) 상주국(上柱國)으로 강화백(江華伯)에 봉해졌다. 사후 내사령에 추증되었다. 시호는 안공이다. 묘소는 강화군 강화읍에 있으며 10월 9일 향사한다.
조선조에 의령현감(宜寧縣監)과 인동 현감(仁同縣監)을 거쳐 인천 부사(仁川府事)를 역임한 위조(韋組)가 간신(奸臣)들의 모략으로 평안도 영유(永柔)에 유배(流配)되었다가 그 곳에 정착(定着)하여 살면서 후손들이 번성하자 그를 낙향시조(落鄕始祖)로 삼고 기일세(起一世)하고 있다.

## 본관
강화(江華)는 옛 이름은 갑비고차(甲比古次)이며 고구려 때 혈구군(穴口郡), 신라 때는 해구군(海口郡)으로 개칭하고 한주(漢州 : 廣州)에 예속시켰다. 940년(고려 태조 23) 현재의 지명인 강화현으로 개편되었고, 1232년(고종 11) 몽고의 침입으로 고종이 천도하여 약 40년간 사실상 수도 역할을 하였으며 지군사(知郡事)로 승격되었다. 1413년(태종 13)에는 도호부(都護府)로 승격되었고, 1618년(광해군 10) 부윤(府尹)으로 승격되었고, 1627년(인조 5) 정묘호란 때에는 인조의 피난처가 되었으며 유수부(留守府)로 승격되었다. 1906년 경기도 강화군이 되었다.

## 인물
- 위정(韋靖) : 고려 10대 왕 정종 때 대장군을 지내고, 1049년(고려 문종 3년) 상서우복야(尙書右僕射)에 임명되었다.[2]
- 위근영(韋瑾英) : 고려 인종 때 소감(少監)을 역임했다.
- 위원(韋元) : 1225년(고려 고종(高宗) 12년) 문과에 급제하여 평장사를 역임했다.
- 위득유(韋得柔, ? ~ 1278년) : 고려 충렬왕 때 대장군을 역임했다. 위득유는 병마지사가 되어 일본 정벌에 나갔다가 이키섬(壹岐島)에서 태풍을 만나 되돌아왔다. 이때 익사한 김신을 구출하지 않은 혐의로 도원수 김방경의 탄핵을 받았다. 원나라에서 합포(合浦)에 정동행중서성(征東行中書省)을 설치하고 제1차로 일본을 정벌할 때, 지병마사로 참전하였다. 여·원연합군은 쓰시마섬[對馬島]을 공략한 후 일본 본토로 향하던 도중 규슈[九州] 앞바다에서 태풍을 만나 많은 사람이 죽었는데, 이 때 위득유는 김신(金侁)을 구하지 못하였다는 이유로 김방경의 탄핵을 받아 파직되었다. 1277년 김방경에게 반감을 갖고 있던 노진의(盧進義)·김복대(金福大) 등과 모의하여 김방경이 반란을 꾀하기 위해 무기를 감춰두고 있다고 무고하였다. 그 결과 김방경은 홍다구(洪茶丘)에 의해 모진 고문을 받고 대청도로 유배되었고, 1278년(충렬왕 4) 위득유는 홍다구의 후원으로 상장군에 올랐다.

- 위수징(韋壽徵, 1653년 ~ ?) : 조선 숙종 때 문과에 급제하여 찰방, 성균관 전적을 역임했다.
- 위병식(韋秉植, 1886~1972) : 독립운동가, 한의사, 종교인, 언론사 지국장
- 위영민(韋永敏) : 독립운동가
- 위상식(韋相植, 1932년 ~ ) : 보르네오가구 사장
- 위상균(韋相均, 1938년 ~ ) : 동서가구 사장
- 위상돈(1945년 ~ ) : 바로크가구 사장
- 위당학(韋當學 ,1954년 ~ ) 바로크갤러리 사장
- 위상봉(魏相烽, 1955년 ~ ) : 한국기술교육대학교 전기공학전공 교수
- 위현석(韋賢碩, 1966년 ~ ) : 서울중앙지법 부장판사, 변호사
- 위정환(韋正煥, 1985년 ~ ) : 중소벤처기업연구원 연구원
- 위은성(2002 ~ ) : 가곡학생

## 과거 급제자
강화 위씨는 고려와 조선시대 문과 급제자 2명, 사마시 4명을 배출하였다.
문과
- 위원(韋元) : 고려 고종(高宗) 12년(1225년) 을유(乙酉) 을유방(乙酉榜) 을과(乙科) 2위
- 위수징(韋壽徵) : 조선 숙종(肅宗) 5년(1679년) 기미(己未) 식년시(式年試) 을과(乙科) 4위

생원시
- 위응기(韋應麒) : 조선 영조(英祖) 50년(1774년) 갑오(甲午) 식년시(式年試) 3등

진사시
- 위원희(韋元羲) : 조선 고종(高宗) 2년(1865년) 을축(乙丑) 식년시(式年試) 3등
- 위원기(韋元夔) : 조선 고종(高宗) 7년(1870년) 경오(庚午) 식년시(式年試) 2등
- 위원봉(韋元鳳) : 조선 고종(高宗) 31년(1894년) 갑오(甲午) 식년시(式年試) 1등

## 인구
대한민국 통계청의 인구조사에 의하면 강화 위씨는 1985년에는 351가구, 1,443명, 2000년에는 597가구, 1,805명이 있는 것으로 조사되었다.